# Maria Nesterenko
Maria Petrovna Nesterenko (em russo:  Мария Петровна Нестеренко, transl. Mariya Petrovna Nesterenko; 1910 – 28 de outubro de 1941) foi uma piloto soviética que ascendeu ao posto de major da Força Aérea e tornou-se vice-comandante do regimento antes de ser executada por ser esposa do Herói da União Soviética Pavel Rychagov, vítima de um dos expurgos do chefe da NKVD, Lavrentiy Beria, na força aérea. Ela, o marido e as outras vítimas foram reabilitados postumamente após a morte de Stálin.

## Vida pregressa
Maria Nesterenko nasceu em agosto de 1910 em uma família ucraniana na vila de Budy, então parte do Império Russo. Depois de concluir os estudos iniciais, trabalhou em uma fábrica de cerâmica enquanto sonhava com a aviação, além de ter como hobbies a música e o esporte.

## Carreira de aviação
Tendo se tornado membro do Partido Comunista em 1931, ela se formou na Escola de Aviação de Kharkov antes de entrar na Escola de Pilotos de Aviação Militar de Kacha, onde se formou em 1933.
Em julho de 1940, ela vôou como piloto em comando com a co-piloto Maria Mikhaileva e a navegadora Nina Rusakova na tentativa de quebrar o recorde mundial de distância para um vôo feminino em linha reta, anteriormente estabelecido por Valentina Grizodubova, Polina Osipenko, e Marina Raskova em 1938. O vôo decolou em Khabarovsk e deveria chegar a Mazyr, mas devido a um forte vento contrário combinado com uma tempestade e gelo, o vôo foi forçado a fazer um pouso de emergência em um campo perto da vila de Isakovo, no distrito de Sanchursky. A equipe vôou sem parar por 22 horas e 32 minutos, mas a tentativa ganhou menos publicidade e foi rapidamente esquecida. Em outubro daquele ano, ela foi nomeada vice-comandante de um regimento de aviação de propósito especial.

## Queda
Pouco depois da invasão alemã da União Soviética, Nesterenko foi presa em um aeródromo em 26 de junho de 1941 e executada junto com dezenas de outros oficiais de alta patente em 28 de outubro de 1941. Oficialmente, ela foi baleada por não relatar um crime, com Beria alegando que, como esposa do General Rychagov, ela deveria estar ciente de suas "atividades traiçoeiras"; mais tarde foi revelado que todo o caso contra Rychagov e seus colegas foi fabricado por Beria, que ordenou que fossem fuzilados sem julgamento. Algumas fontes em inglês afirmam que Rychagov teve problemas por se referir a aeronaves soviéticas como "caixões voadores", embora não haja menção a isso em fontes russas.